# Ugotowani
Ugotowani (w 2023 Ugotowani w parach) – telewizyjny program rozrywkowy typu reality show oparty na brytyjskim formacie Come Dine with Me, emitowany w latach 2010–2018, 2023 oraz od 2025 w telewizji TVN.

## Charakterystyka programu
W każdym odcinku czworo nieznajomych (lub trzy pary nieznajomch) z tego samego miasta zaprasza siebie nawzajem na przyjęcie. Każdy uczestnik przygotowuje kolację według własnego pomysłu, którą następnie każdy gość-rywal ocenia w skali od 1 do 10 (w odsłonie z parami: od 1 do 20). Osoba (lub para), która otrzyma od przeciwników największą liczbę punktów, zwycięża. Nagrodą dla zwycięzcy jest 5 tys. zł.
W grudniu 2022 TVN poinformował o wznowieniu formatu, ale w odświeżonej formie, tym razem z udziałem par. W czerwcu 2023 nadawca wydał komunikat, że nie planuje kontynuować programu w najbliższym czasie.

## Emisja w telewizji
| Seria              | Odcinki      | Pierwsza emisja telewizyjna (TVN) | Pierwsza emisja telewizyjna (TVN) | Pierwsza emisja telewizyjna (TVN) | Pierwsza emisja telewizyjna (TVN)                         |
| Seria              | Odcinki      | Sezon                             | Początek emisji                   | Koniec emisji                     | Pora emisji                                               |
| ------------------ | ------------ | --------------------------------- | --------------------------------- | --------------------------------- | --------------------------------------------------------- |
| Ugotowani          |              |                                   |                                   |                                   |                                                           |
| 1.                 | 1–10 (10)    | jesień 2010                       | 3 października 2010               | 5 grudnia 2010                    | niedziela 17.00                                           |
| 2.                 | 11–25 (15)   | jesień 2011                       | 11 września 2011                  | 18 grudnia 2011                   | niedziela 18.00                                           |
| 3.                 | 26–37 (12)   | jesień 2012                       | 9 września 2012                   | 25 listopada 2012                 | niedziela 18.00                                           |
| 4.                 | 38–49 (12)   | wiosna 2013                       | 24 lutego 2013                    | 19 maja 2013                      | niedziela 18.00                                           |
| 5.                 | 50–64 (15)   | jesień 2013                       | 8 września 2013                   | 15 grudnia 2013                   | niedziela 18.00                                           |
| 6.                 | 65–76 (12)   | wiosna 2014                       | 2 marca 2014                      | 25 maja 2014                      | niedziela 18.00                                           |
| 7.                 | 77–128 (52)  | jesień 2014                       | 1 września 2014                   | 27 listopada 2014                 | poniedziałek–czwartek 20.50; niedziela 17.00 – „dokładka” |
| 8.                 | 129–192 (64) | wiosna 2015                       | 9 lutego 2015                     | 28 maja 2015                      | poniedziałek–czwartek 20.50; niedziela 17.00 – „dokładka” |
| 9.                 | 193–205 (13) | jesień 2015                       | 6 września 2015                   | 29 listopada 2015                 | niedziela 18.00                                           |
| 10.                | 206–217 (12) | wiosna 2016                       | 21 lutego 2016                    | 15 maja 2016                      | niedziela 18.00                                           |
| 11.                | 218–229 (12) | jesień 2016                       | 11 września 2016                  | 27 listopada 2016                 | niedziela 18.00                                           |
| 12.                | 230–239 (10) | wiosna 2017                       | 19 lutego 2017                    | 30 kwietnia 2017                  | niedziela 18.00                                           |
| 13.                | 240–249 (10) | wiosna 2018                       | 25 lutego 2018                    | 6 maja 2018                       | niedziela 18.00                                           |
| 14.                | od 250       | jesień 2025                       | 30 sierpnia 2025                  | b.d.                              | sobota 17.55                                              |
| Ugotowani w parach |              |                                   |                                   |                                   |                                                           |
| 1.                 | 1–13 (13)    | wiosna 2023                       | 1 marca 2023                      | 17 maja 2023                      | środa 21.35                                               |

Wiosną 2023 roku program śledziło w telewizji ok. 700 tysięcy widzów.
W lutym 2025 roku pojawiły się informacje o reaktywacji i poszukiwaniu uczestników do nowej edycji programu.